# Мерето-ди-Томба
Мерето-ди-Томба (итал. Mereto di Tomba) —  коммуна в Италии, располагается в регионе Фриули-Венеция-Джулия, в провинции Удине.
Население составляет 2749 человек (2008 г.), плотность населения составляет 100 чел./км². Занимает площадь 27 км². Почтовый индекс — 33036. Телефонный код — 0432.
Покровителем коммуны почитается святой архангел Михаил, празднование 29 сентября.

## Демография
Динамика населения:

## Города-побратимы
- Оппеано, Италия

## Администрация коммуны
- Официальный сайт: http://www.comune.mereto-di-tomba.ud.it